# خسروشاه
خسروشاه (بالفارسية: خسروشاه) هي مدينة تقع في إيران في Khosrowshahr District. يقدر عدد سكانها بـ 12,794 نسمة .